# Tessmannianthus carinatus
Tessmannianthus carinatus là một loài thực vật có hoa trong họ Mua. Loài này được Almeda miêu tả khoa học đầu tiên năm 1989.